# 빌리 코널리
빌리 코널리 경(영어: Sir Billy Connolly, CBE, 1942년 11월 24일 ~ )은 영국 스코틀랜드의 희극 배우 겸 음악가, 사회자이다.
2003년 영국 아카데미 공로상(BAFTA Lifetime Achievement Award)을 받았다.

## 출연 작품
영화
- 포카혼타스 - 벤 역(목소리)
- 분닥 세인트 - 일 듀스 역
- 타임라인 - 존스턴 교수 역
- 라스트 사무라이 - 제브 갠트 상사 역
- 오버나이트 - 본인 역
- 레모니 스니켓의 위험한 대결 - 몬티 삼촌 역
- 아리스토캣(The Aristocrats, 2005) - 본인 역
- 그것에 관하여 - 본인 역
- 가필드 2 - 로드 다지스 역(목소리)
- 내 친구 파이도 - 파이도 역
- 부그와 엘리엇, 부그와 엘리엇 2 - 맥스퀴지 역(목소리)
- 엑스파일: 나는 믿고 싶다 - 조셉 크리스먼 역
- 분닥 세인트 2 - 팝파 역
- 걸리버 여행기 - 테오도르 왕 역
- 메리다와 마법의 숲 - 퍼거스 왕 역(목소리)
- 콰르텟 - 윌프 역
- 해피 홀리데이 - 고디 역
- 호빗: 다섯 군대 전투 - 다인 역
- 와일드 오츠 - 챈들러 역

방송
- 헤드 오브 더 클래스 - 빌리 맥그레거 역
- 빌리 코널리의 세계 여행 - 본인 역
- 솔로몬 가족은 외계인 - 시즌5; 4화 "Dial M for Dick" 매커프리 형사 역(단역)
- 하우스 - 시즌8; 14화 "Love is Blind" 토머스 벨 역(단역)
- 더 레이트 레이트 쇼 위드 크레이그 퍼거슨 (단역)

## 서훈
- 2003년 대영 제국 훈장 3등급(CBE) 수훈[2]
- 2017년 기사작위(Knight Bachelor) 서임[3]